# Muelleriella atrata
Muelleriella atrata là một loài Rêu trong họ Orthotrichaceae. Loài này được (Mitt.) Vitt mô tả khoa học đầu tiên năm 1979.